# العبر و دیوان المبتداء و الخبر

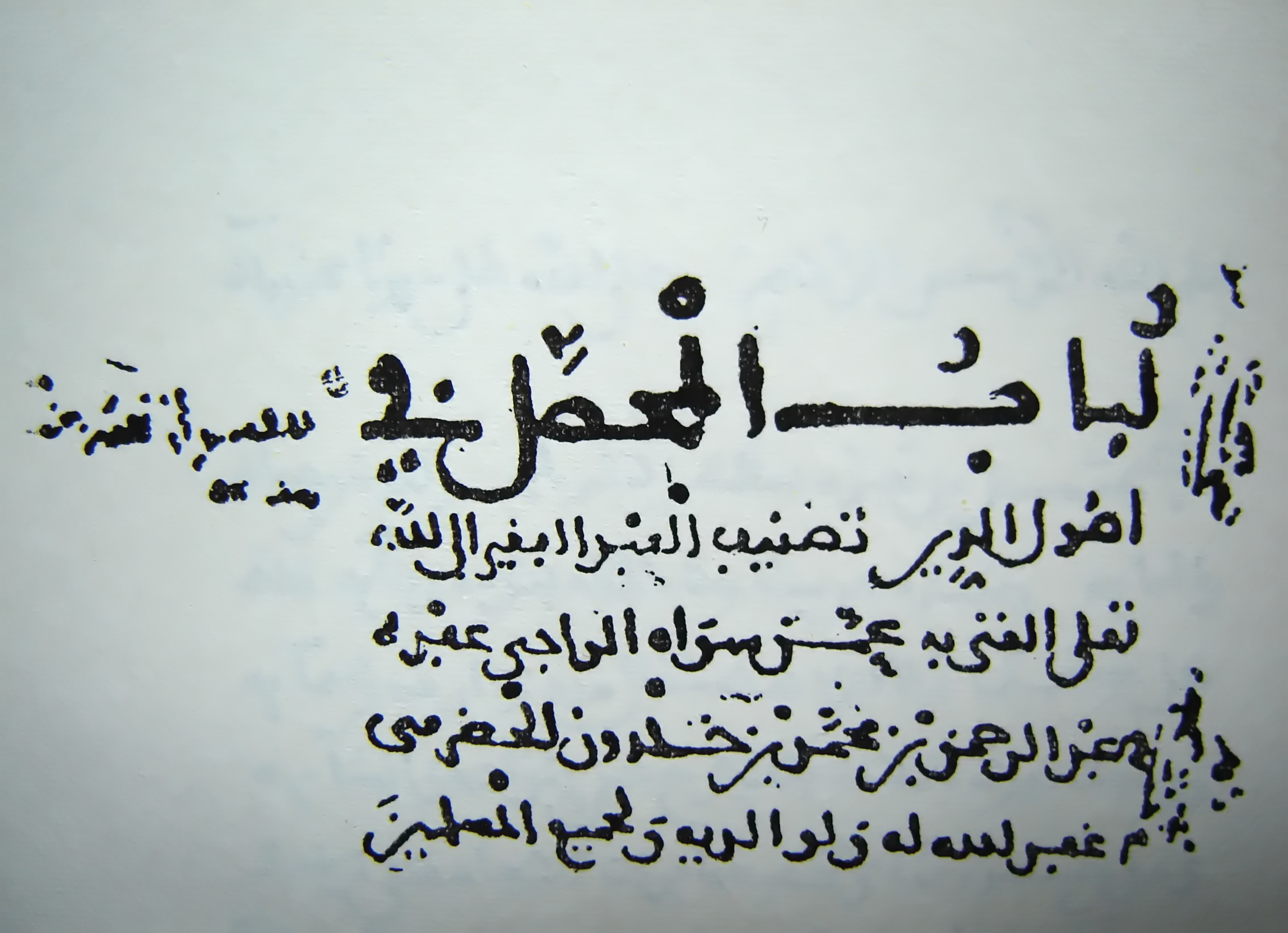
بخشی از کتاب العِبَر

العِبَر با نام کامل (به عربی: العِبَر، و ديوان المبتدأ و الخبر في أيام العرب و العجم والبربر، و من عاصرهم من ذوي السلطان الأكبر) (برگردان: درس‌ها و پندها و مجموعه‌های موضوعات و خبرها درباره روزگاران اعراب، پارسیان، بربرها و هم‌روزگاران آنان که دارای فرمانروایی بزرگی بوده‌اند.) کتابی است که توسط ابن خلدون از تاریخ‌نگاران قرن هشتم و نهم هجری قمری به نگارش درآمده‌است. این کتاب در زمرهٔ آثاری است که ابن خلدون پس از کناره‌گیری از عالم سیاست به نگارش درآورده‌است و در زندگی‌نامهٔ خود نیز به آن اشاره کرده‌است که نشان از اهمیتش دارد، در کنار اینکه موجب پرآوازه شدنِ او گشته‌است. از این کتاب به تاریخ نوع بشر به‌طور جامع و کامل یاد گشته‌است و همانگونه که ذکر شد ابن خلدون آن را در دوران فراغت از دنیای سیاست و با سکونت در قلعهٔ ابن سلامه به رشتهٔ تحریر درآورد و به واسطهٔ آن در پی پاسخ به چراهای زیادی بود که به واسطهٔ تجربهٔ روزمره‌اش در کنار مشهوداتش به وقوع می‌پیوست و همچنین درصدد خلق اثری با هدف هدایت مورخان آینده بود تا با الگو قرار دادن آن، سرمشق و نمونه‌ای برای ادامهٔ راه کسب نمایند.

## ترجمه‌ی فارسی
این کتاب را عبدالمحمد آیتی به فارسی ترجمه کرده است.